# Ґольчешме-є Бала
Ґольчешме-є Бала (перс. گل چشمه بالا) — село в Ірані, у дегестані Бакерабад, в Центральному бахші, шахрестані Магаллат остану Марказі. За даними перепису 2006 року, його населення становило 179 осіб, що проживали у складі 61 сім'ї.

## Клімат
Середня річна температура становить 12,33°C, середня максимальна – 30,68°C, а середня мінімальна – -9,16°C. Середня річна кількість опадів – 179 мм.
| Клімат поселення                              | Клімат поселення | Клімат поселення | Клімат поселення | Клімат поселення | Клімат поселення | Клімат поселення | Клімат поселення | Клімат поселення | Клімат поселення | Клімат поселення | Клімат поселення | Клімат поселення | Клімат поселення |
| Показник                                      | Січ.             | Лют.             | Бер.             | Квіт.            | Трав.            | Черв.            | Лип.             | Серп.            | Вер.             | Жовт.            | Лист.            | Груд.            |                  |
| Середній максимум, °C                         | 8,93             | 10,50            | 14,89            | 19,98            | 24,14            | 29,50            | 30,68            | 30,02            | 26,60            | 20,42            | 14,40            | 8,57             |                  |
| Середня температура, °C                       | −0,12            | 1,45             | 5,84             | 10,93            | 15,09            | 20,46            | 24,62            | 23,97            | 20,54            | 14,36            | 8,34             | 2,52             |                  |
| Середній мінімум, °C                          | −9,16            | −7,59            | −3,21            | 1,89             | 6,04             | 11,42            | 18,56            | 17,92            | 14,48            | 8,30             | 2,28             | −3,54            |                  |
| Норма опадів, мм                              | 30               | 29               | 34               | 23               | 15               | 2                | 2                | 1                | 0                | 6                | 15               | 22               |                  |
| Середньомісячна швидкість вітру, м/с          | 1.46             | 1.90             | 2.62             | 2.72             | 2.56             | 2.36             | 2.33             | 2.15             | 2.04             | 1.88             | 1.41             | 1.26             |                  |
| Середньомісячна сонячна радіація, кДж/м²·день | 9861             | 13182            | 15722            | 18958            | 22724            | 26624            | 25745            | 24552            | 21539            | 16254            | 11728            | 9599             |                  |
| --------------------------------------------- | ---------------- | ---------------- | ---------------- | ---------------- | ---------------- | ---------------- | ---------------- | ---------------- | ---------------- | ---------------- | ---------------- | ---------------- | ---------------- |
| Джерело:                                      |                  |                  |                  |                  |                  |                  |                  |                  |                  |                  |                  |                  |                  |